# Planococcus zairensis
Planococcus zairensis är en insektsart som beskrevs av Cox 1989. Planococcus zairensis ingår i släktet Planococcus och familjen ullsköldlöss.
Artens utbredningsområde är Kongo-Kinshasa. Inga underarter finns listade i Catalogue of Life.